# Sint-Engelbertuskerk (Prosperpolder)
De Sint-Engelbertuskerk is een parochiekerk in het Oost-Vlaamse gehucht Prosperpolder. In navolging van de stichting van een nieuwe parochie en een hulpkerk in 1907, werd de Sint-Engelbertuskerk op 11 september 1911 ingewijd. De neogotische kerk en naastgelegen pastorie werden ontworpen door architect Jules Goethals en gebouwd in opdracht van hertog Engelbert-Marie van Arenberg.

## Geschiedenis
Sinds de inpoldering van de Prosperpolder in 1846 werd het gebied bestuurd vanuit vier hofstedes. Echter, aan het einde van de 19e eeuw ontstond er een toename van het aantal pachthoeven en werden er dijkwerkers gehuisvest, waardoor het aantal inwoners van de Prosperpolder sterk toenam. Door deze bevolkingstoename ontstond een behoefte voor een bedehuis. In 1904 liet hertog van Arenberg, bezitter en exploiteur van de polder, een voormalige machinekamer verbouwen tot kapel en stelde een oude melkerij ter beschikking voor huisvesting van een priester. De kapel werd op 30 april ingezegend. In 1905 werden de eerste plannen gemaakt om een nieuwe parochie te stichten welke zou worden gevormd uit twee delen van de parochies van Kieldrecht en Doel. Op 2 maart 1907 werd de nieuwe parochie ingesteld en de kapel erkend als hulpkerk.
Na de stichting van de parochie werden plannen gemaakt voor de bouw van een eigen pastorie en parochiekerk. Architect Jules Goethals werd gevraagd een ontwerpplannen te maken, welke in 1908 werden voorgelegd aan de gemeente Kieldrecht. Het kerkhof werd ontworpen door Henri Rijckaert. Op 26 februari 1909 werden de plannen goedgekeurd en het werk werd aanbesteed op 19 oktober 1909. De bouwkosten werden betaald door de gemeenten Kieldrecht en Doel met financië bijdrages van de provincie en de staat, alsmede een bijdrage van een derde deel door de hertog Engelbert-Marie van Arenberg. Half maart 1910 begonnen de eerste werkzaamheden. Eind maart was het kerhof gereed, begin 1911 was het dak van de kerk gereed. Begin september waren de werkzaamheden gereed en op 4 september 1911 werd de kerk ingezegend door de Gentse bisschop Stillemans. De kerk werd gewijd aan Sint Engelbertus, verwijzend naar hertog Engelbert van Arenberg.
In 1980-81 werd de kerk grondig gerestaureerd onder supervisie van architect F. Weyers. In 2010 werd het exterieur van de kerk gerestaureerd onder supervisie van architectenbureau Jan Van Bogaert.

## Interieur

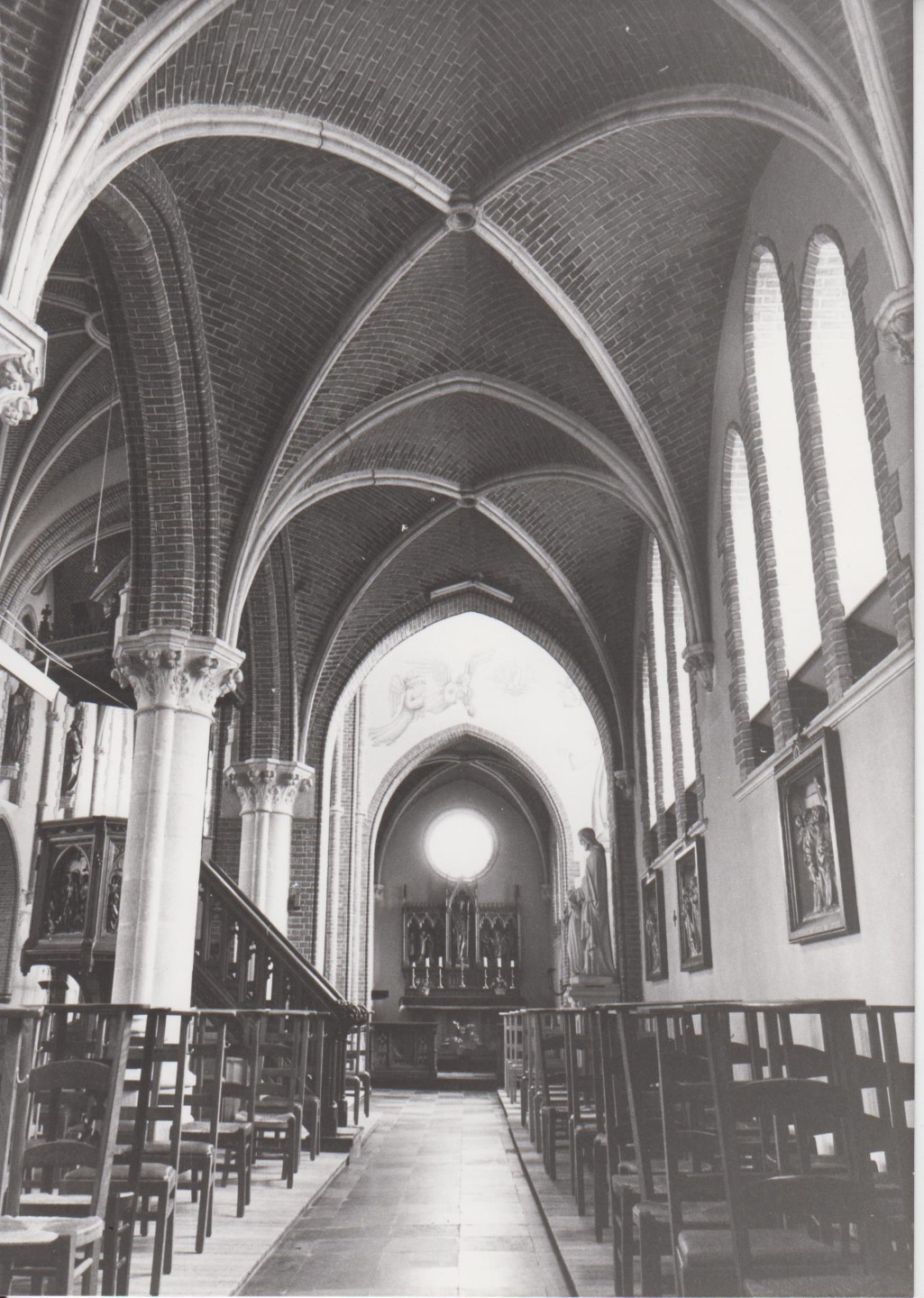
Interieur (1977)

In de kerk staan een hoogaltaar, twee zijaltaren, twee biechtstoelen, preekstoel, communiebank, doopvont, en kruisweg. Dit meubilair werd in 1911 geleverd door de Gentse beeldhouwer Eduard van den Eynde-Kregersman. Later leverde hij een tribune en armstoelen die in het hoogkoor werden geplaatst. Deze waren bestemd voor hertog van Arenberg en zijn vrouw, hertogin van Arenberg, prinses Hedwighe de Ligne van geboorte. In de perode 1952-53 zijn door Maurits De Belie muurschilderingen aangebracht naar ontwerp van Jozef De Beule. Drie glasramen in het koor werden door Roger Daniëls vervaardigd naar ontwerp van Paule Nolens. Geschonken door familie Van Arenberg werden ze op 3 september 1954 ingewijd. In 1958 brak er brand uit onder het doksaal, hierna werd een gemetste blinde doksaalbalustrade geplaatst.
In 1958 werd een nieuw orgel in de kerk geplaatst door orgelbouwer Aloïs Thunus. De orgelkast was ontworpen door architect Rutger Langaskens.

## Exterieur
De driebeukige kruiskerk is met de voorgevel en ingebouwde toren richting het noordwesten gericht en staat daarmee in het verlengde van de Sint-Engelbertusstraat. Het bakstenen gebouw, met accenten van natuursteen, heeft een basilicale opstand waarvan de symmetrie wordt benadrukt door de dominante en hoge toren. Het dak is bedekt met leien en wordt onderbroken door enkele kleine houten dakkapellen.